# Joachim Zinner

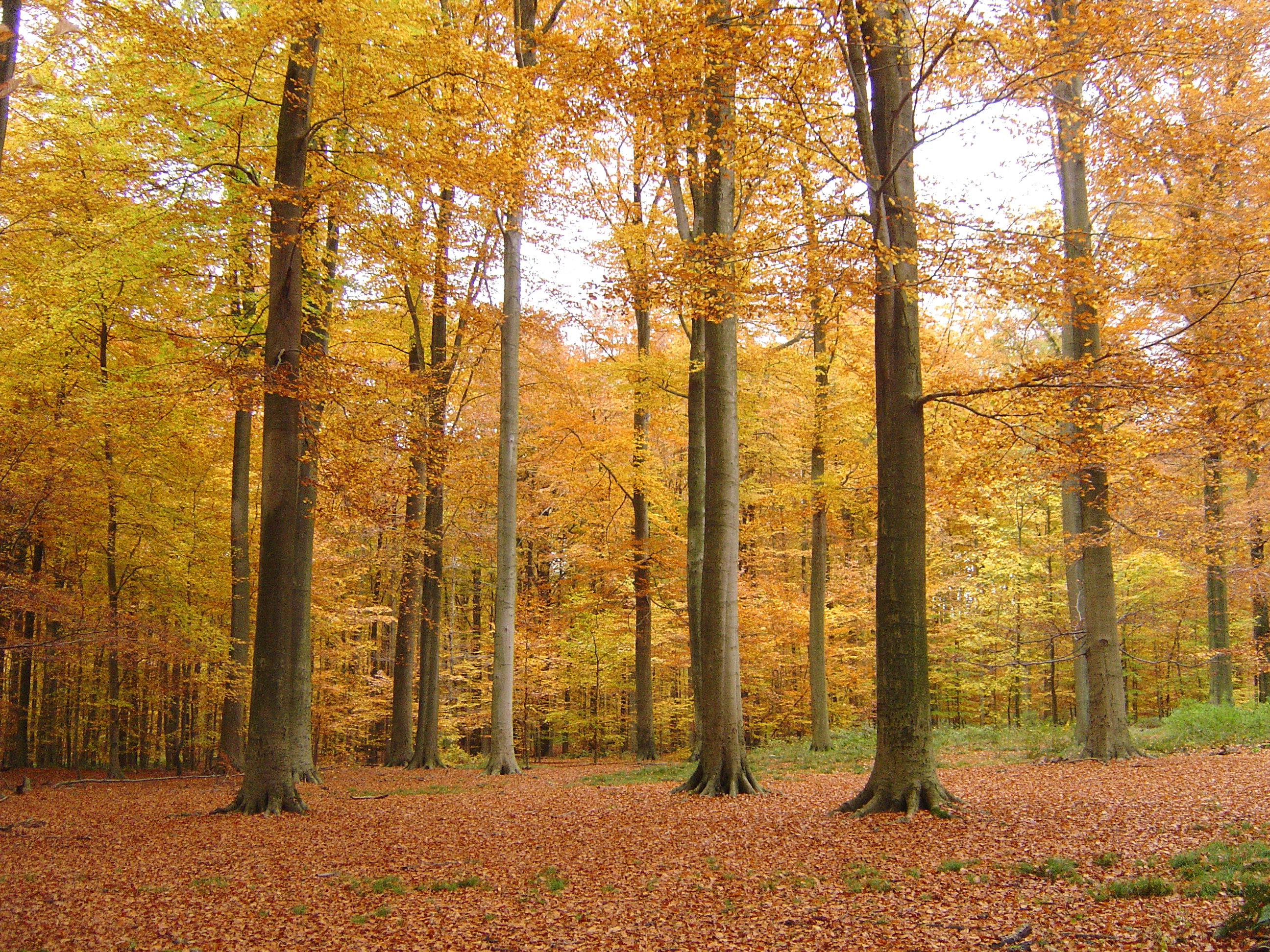
Beuken in het Zoniënwoud, de voorkeuraanplant van Zinner

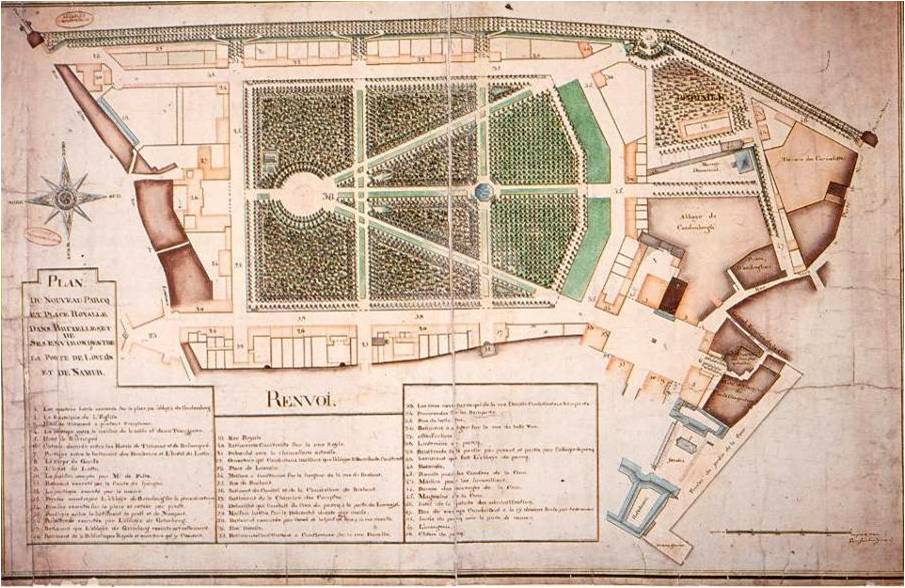
Plan van Zinner voor het Park van Brussel en het Koningsplein, 1780

Joachim Zinner (Wenen, ca. 1742 - Brussel, 2 juni 1814) was een Oostenrijks landschapsontwerper en bosbouwer. Hij wordt herinnerd om zijn aanplantingen in het Warandepark en het Zoniënwoud.

## Levensloop
Zinner behoorde tot een eeuwenoude tuiniersfamilie. Hij was nog geen tien jaar oud toen zijn vader Anton, in dienst van Eugenius van Savoye, overleed. In 1761 is zijn aanwezigheid in Brussel na te speuren, waar meerdere leden van zijn familie voor het Oostenrijks-Nederlandse bewind werkten. Op 27 juli van dat jaar trouwde hij in het geheim met zijn volle nicht Maria Anna in de Sint-Michielskerk. Hij werkte voor zijn oom Karl Zinner, de ontwerper en beheerder van de oranjerie die afhing van het Officie van de Hofwerken. In 1764 volgde hij zijn oom op als tuinier van de oranjerie en vanaf het volgende jaar begon hij plannen te maken voor de aanleg van het Warandepark onder de verantwoordelijkheid van architect Barnabé Guimard. Dit project werd in 1773 concreet onder impuls van gevolmachtigd minister Georg Adam van Starhemberg. In het bijzonder stond Zinner in voor de aanplanting van het bospark: keuze van de soorten, selectie van de planten in de kwekerijen en toezicht op het aanplanten. Hij zorgde ervoor dat beuken uit het naburige Zoniënwoud werden overgebracht. Hoewel niet de ontwerper van het park, was Zinner toch op sommige vlakken bepalend (bv. in de creatie van bosjes aangepast voor de vier seizoenen). Van juli tot september 1776 leidde hij een ploeg van een zestigtal personen. Hij maakte ook een maquette van het park die hij in 1780 te Wenen mocht presenteren.
Bij zijn terugkeer naar Brussel het volgende jaar werd hij op non-actief gesteld en moest hij de woning bij de oranjerie verlaten. Zijn loon werd echter doorbetaald tot de voltooiing van de werken aan het park begin 1784. In die financieel precaire jaren begon hij opdrachten van rijke particulieren aan te nemen. Op 31 maart 1787 volgde een benoeming tot directeur van de beplantingen en kwekerijen van het Zoniënwoud, een nieuwe functie die niet zoals boswachter was voorbehouden aan Brabanders. Zijn opdracht moet worden gezien binnen het voornemen om de kale plekken in het woud massaal te herbebossen. Zinners methodes kwamen in botsing met de visie van luitenant-woudmeester Jean-Charles Théodore de l'Escaille, die verscheidenheid in soorten en respect voor natuurlijke cycli nastreefde. Geleidelijk won Zinner het vertrouwen en kon hij zijn voorliefde voor beuken doordrukken, niet alleen op braaklanden maar ook door het kappen van berken. Op vochtige gronden voorzag hij zomereik en op heideland naaldbomen. Door de arbeidsintensiviteit van zijn aanpak bestreken de zes aanplantingscampagnes die Zinner tot 1794 leidde al bij al een beperkte oppervlakte (een stuk minder dan 10% van de tienduizend hectare die het woud toen besloeg).
Het Franse bewind introduceerde nieuwe methoden van bosbouw maar behield het vertrouwen in Zinner. In december 1794 kreeg hij het voorstel directeur van de beplantingen te worden, met naast zich een zekere Rafeau. De aanstelling van deze Franse marine-ingenieur wijst op het militaire belang van het Zoniënwoud. Uiteindelijk werd Zinner op 31 december 1794 inspecteur, een post met een hoger loon die verbonden bleef met het woud. Ook na zijn benoeming in 1803 tot inspecteur van de godshuizen bleef hij verantwoordelijk voor de bosdomeinen. Zinner droeg bij tot de huidige beukenkathedraal in het Zoniënwoud, maar het is overdreven hem te beschouwen als de architect ervan.
Hij stierf in 1814 in huis De Zwaan op de Grote Markt. Bij gebrek aan erfgenamen liet hij zijn bezittingen na aan Corneille Hommelen, een barbier die goed voor hem had gezorgd.

## Privé
Zinner was getrouwd met Marie-Anne Zinner (1743-1802), met wie hij vier kinderen had:
- Eugène (°14 september 1761)
- Jeanne Marie (23 september 1763 - 11 augustus 1769)
- Marie Rose (°25 mei 1765)
- Louise Jeanne (22 april 1767 - 27 juni 1791)

## Eerbetoon
De Zinnerstraat bij het Warandepark is naar hem vernoemd. Door de aanwezigheid van de Amerikaanse Ambassade is deze straat sinds 2008 niet meer toegankelijk.

## Voetnoten
1. ↑  Louis Hymans, Bruxelles à travers les âges, vol. I, 1884, p. 260